# Schwendi Lázár
Báró Schwendi Lázár (eredeti nevén Lazarus Freiherr von Schwendi) (Mittelbiberach, 1522 – Ehrenkirchen, 1583. május 28.) német hadvezér, császári tábornok, kassai főkapitány.

## Életpályája
Egy vorarlbergi helységben született. 1546-ban V. Károly német-római császár seregében részt vett a schmalkaldeni háborúban, 1552-ben pedig Metz ostromában, amikor a Német Lovagrend tagjává lett. 1556-tól Németalföldön Egmont gróf seregében harcolt, és főleg az 1557-es saint-quentini és az 1558-as gravelingeni csatában tűnt ki.
I. Ferdinánd több ízben hívta meg a német császári seregbe, amíg végül I. Miksa trónra léptekor elfogadta a meghívást. 1565 elején a szepességi császári hadak fővezére lett és igen mostoha körülmények között kezdte meg a János Zsigmond elleni hadjáratot. Február 11-én elfoglalta Tokajt, nemsokára Szatmárt, Nagybányát és Erdődöt is. Miután a János Zsigmonddal március 13-án kötött ideiglenes béke nem állandósult, a háború tovább folytatódott. Szeptember 13-án kénytelen volt Borosjenőt és Nagybányát átadni, mivel a ruméliai beglerbég, a temesvári és budai basák is zaklatták. 1566 elején emlékiratot intézett Miksához, melyben őszintén feltárja a hadsereg siralmas helyzetét és a magyarok kedvezőtlen hangulatát. Igyekezzék a király a magyarokat lekötelezni azáltal, hogy személyesen vezérli a hadat. Az ekkor szervezett nagy hadjáratban, amely mindenfelé nagy reményt keltett, Schwendi szép sikert ért el, de az egész hadjárat eredménytelen volt, mert Miksa császár túlzott óvatossága miatt a 100 ezer főnyi sereg Szigetvárt sem tudta megmenteni. Schwendi 1566 október elején János Zsigmondot, aki 16 ezer emberrel Tokajt ostromolta, folytonosan tovább üldözte és eközben két török-tatár sereget tönkre vert. Ezután Szádvárt és Munkácsot foglalta el 1567 elején.
Az 1568. évi békekötés után véget ért Schwendi magyarországi szereplése, melyért jutalmul ugyanazon évben bárói rangra emelték. Miksa még ezután is nagy bizalommal volt Schwendi iránt, tanácsát gyakran igénybe vette hadi ügyekben. Halála után néhány hadtudományi értekezése nyomtatásban is megjelent.

## Emlékezete

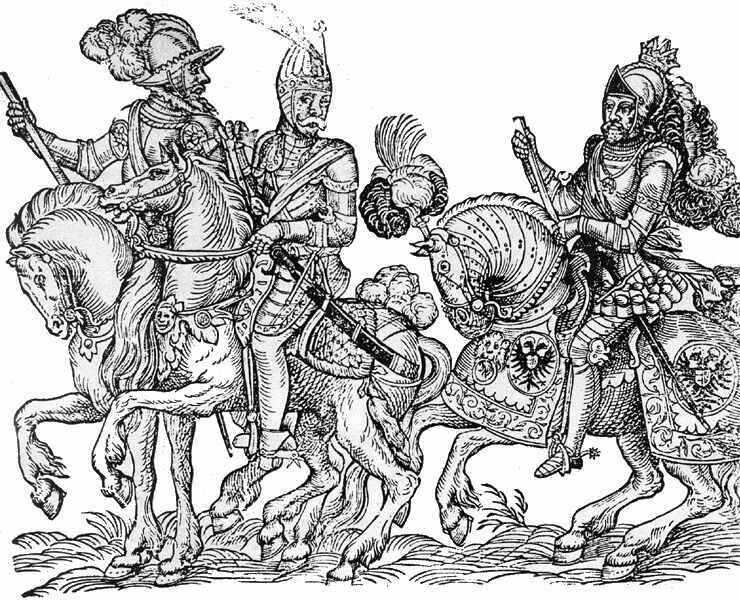
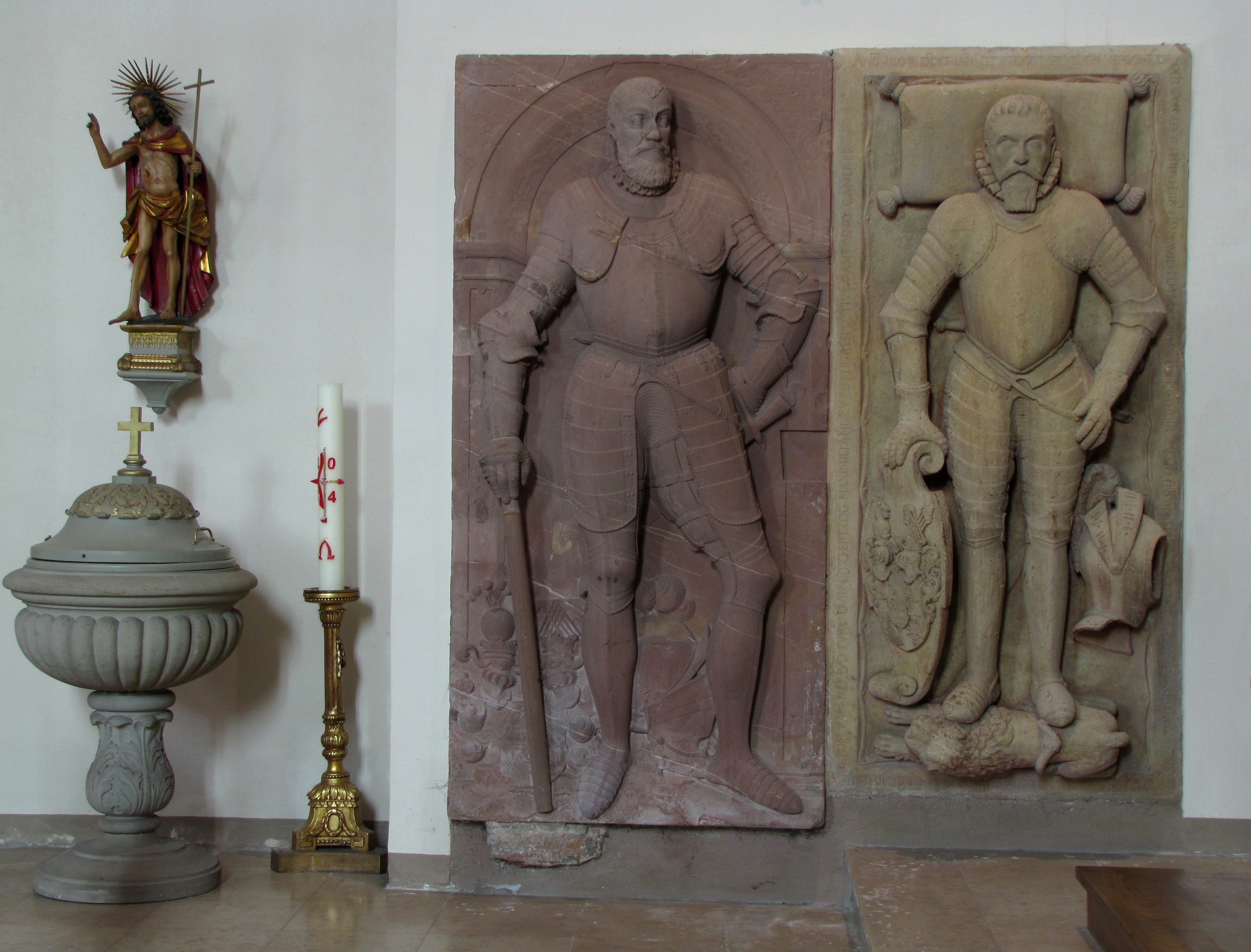
Sírfedele

Carrarai márványból faragott életnagyságú szobrát felállították a Hadvezérek csarnokában, a bécsi Hadtörténeti Múzeumban.